# 世界号运载火箭
世界号运载火箭（韩语：／ ）又名KSLV-Ⅱ ，是韩国繼罗老运载火箭後的第二代运载火箭，是韩国首个完全自主研发的火箭。
世界号运载火箭由韩国航空宇宙研究院研發，于2021年10月21日在罗老宇宙中心首飞，但未能将载荷送入轨道，发射失败。2022年6月21日首次成功发射，并将载荷送入近地轨道。

## 历史
韩国所参与研制的首枚运载火箭为罗老号运载火箭。罗老号（又名"KSLV-I"）为两级火箭，其一级为俄罗斯制造，二级由韩国制造，可将100千克的载荷送入近地轨道。罗老号在经历了两次失败后于2013年1月成功完成了首次轨道发射。尽管罗老号并非完全由韩国自主研制，但其研制经历为韩国的运载火箭的设计、生产及发射提供了宝贵经验。
作为韩国首枚自主研发的火箭，世界号的研制始于2010年3月，超过150家韩国企业参与了研发。世界号的关键部件为一级的四台75吨级液氧煤油发动机KRE-075，韩国为了其研制在罗老宇宙中心修建了试车台，并于2018年进行了一次由单台发动机驱动的亚轨道试验飞行，测试载具飞行至了209千米的高度，达到了预定目标。

### 首次飞行
世界号运载火箭的首次轨道发射于韩国时间2021年10月21日进行，搭载物为模拟载荷。火箭于17时起飞，先后完成了级间分离、整流罩分离、载荷分离等关键程序，模拟载荷到达了700千米的预定高度，但最终由于速度不足未能完成入轨。
韩国航空宇宙研究院在2021年12月发布了世界号首飞失败原因的调查结果，其原因为设计人员并未考虑到火箭在飞行过程中产生的加速度导致的氧化剂贮箱中的液氧浮力变化。由于液氧浮力增大，贮箱中用于保持压力平衡的氦气罐受到了超出设计值的浮力而从原本位置脱离导致氦气泄露，随后漂浮的氦气罐撞击氧化剂贮箱箱壁，引起箱壁破裂进而引发液氧泄露。由于液氧泄露导致氧化剂供应不足，三级发动机最终提前46秒关机，致使载荷无法达到预定速度。

## 发射记录
| 發射編號 # | 發射日期（UTC+9）       | 发射工位             | 载荷 | 目标轨道               | 结果 | 备注                                                                          |
| ---------- | ----------------------- | -------------------- | --- | ---------------------- | ---- | ----------------------------------------------------------------------------- |
| —          | 2018年11月28日 16时00分 | 罗老宇宙中心一号工位 | 无 | 100千米高度亚轨道      | 成功 | 世界号火箭第一级测试发射                                                      |
| 1          | 2021年10月21日 17时00分 | 罗老宇宙中心二号工位 | 模拟载荷 | 近地轨道               | 失败 | 第三级火箭提前关机，载荷未能进入预定轨道，随后再入大气层                      |
| 2          | 2022年6月21日 16时00分  | 罗老宇宙中心二号工位 | 0.2噸的技術示範衛星和1.3噸的衛星模型                                                                          | 近地轨道(太陽同步軌道) | 成功 | 性能驗證衛星已通過南極世宗基地，天線與地面站成功通信，並確認了衛星的位置      |
| 3          | 2023年5月25日 18時24分  | 罗老宇宙中心二号工位 | 新一代小型衛星二號、南韓天文研究院的4顆納米級衛星Toyosat、民間企業Justek、Lumir、Cairospace的3顆衛星，總計8顆 | 近地轨道               | 成功 | “世界”號最終抵達目標高度550千米處後，與新一代小型衛星二號和其餘衛星先後分離。 |
| 4          | 2025年5月               | 罗老宇宙中心二号工位 | 下一代中型衛星 3 號 1號微型衛星                                                                               |                        |      |                                                                               |
| 5          | 2026年6月               | 罗老宇宙中心二号工位 | 微型衛星 2, 3, 4, 5, 6                                                                                        |                        |      |                                                                               |
| 6          | 2027年9月               | 罗老宇宙中心二号工位 | 微型衛星 7, 8, 9,10,11                                                                                        |                        |      |                                                                               |

## 外部連結
- 世界號運載火箭 官網 （页面存档备份，存于）
- 世界號火箭 （页面存档备份，存于）